# Josefine Doerner
Josefine Doerner, vollständiger Name Maria-Josefine Doerner (* 5. August 1895 in Köln; † 5. September 1968 in Bonn) war eine deutsche Politikerin (Zentrum, später CDU).

## Leben
Josefine Doerner wurde in Köln geboren und wuchs in einer katholischen Familie auf. Sie besuchte nach der Volksschule das Ursulinnen-Lyzeum in Köln. 1911 begann sie als Gehilfin bei der Reichspost. 1919 bis 1924 gehörte sie dem Hauptbeamtenausschuss beim Reichspostministerium. Sie war Mitglied der Zentrumspartei und in der Zeit von 1925 bis 1933 Mitglied im Verwaltungsrat der Reichspost. Nach dem Zweiten Weltkrieg wurde sie wieder bei der Post als Beamtin eingestellt und bis zur Pensionierung 1960 zur Ministerialrätin befördert. Sie wohnte die meiste Zeit ihres Lebens in Schönstein bei Wissen.
Im April 1946 gehörte zu den Gründungsmitgliedern der CDP, welche sich noch im selben Jahr zur CDU umbenannte, in der Provinz Rheinland-Hessen-Nassau. Sie nahm als Mitglied an Beratungen der Beratenden Landesversammlung zur Ausarbeitung der Verfassung für Rheinland-Pfalz teil und gehörte anschließend dem Landtag Rheinland-Pfalz in dessen erster Legislaturperiode vom 18. Mai 1947 bis zum 17. Mai 1951 an.
1948 wurde auf ihre Initiative im Landkreis Altenkirchen der erste Frauenbeirat gegründet. Schwerpunkte der politischen Arbeit von Josefine Doerner waren die Frauen-, Sozial- und Jugendpolitik.
Für ihren Einsatz erhielt sie das „Große Bundesverdienstkreuz“, vom Kreis Altenkirchen 1966 den Wappenteller.